# لا فورتالزا و سایت تاریخی ملی سن خوان در پورتوریکو
لا فورتالزا و سایت تاریخی ملی سن خوان در پورتوریکو یک میراث جهانی یونسکو است که در پورتوریکو، یک سرزمین وابسته به ایالات متحده در کارائیب قرار دارد. این میراث جهانی شامل چندین ساختار دفاعی تاریخی است که توسط امپراتوری اسپانیا بین قرن‌های ۱۶ و ۲۰ ساخته شده است تا از شهر استراتژیک و مستعمره‌ای سن خوان و خلیج سن خوان از حملات خارجی دفاع کند. این استحکامات از جمله قدیمی‌ترین سیستم‌های دفاعی ساخته شده توسط اروپاییان و بزرگترین آنها در نیم‌کره غربی هستند. علاوه بر اهمیت تاریخی، این سایت به خاطر ارزش معماری‌اش به عنوان یکی از برجسته‌ترین تطابقات نظامی معماری رنسانس و باروک در آمریکا نیز قابل توجه است.

## نامزدی
لا فورتالزا و سایت تاریخی ملی سن خوان در پورتوریکو در طول هفتمین جلسه سالانه کمیته میراث جهانی که در دسامبر ۱۹۸۳ در شهر فلورانس، ایتالیا برگزار شد، به عنوان میراث جهانی یونسکو اعلام شد. این اولین ثبت پورتوریکو و یکی از دو میراث جهانی تحت حوزه قضایی ایالات متحده بود که در آن جلسه به همراه پارک ملی کوه‌های بزرگ دودی اعلام شد. همچنین این اولین و تا سال ۲۰۲۳ یکی از دو میراث جهانی است که در سرزمین وابسته به ایالات متحده واقع شده است، به همراه بنای یادبود ملی دریایی پاپاهاناموکوآکئا، که بین هاوایی و جزیره میدوی (جزء جزایر کوچک حاشیه‌ای ایالات متحده) تقسیم شده است. لا فورتالزا و سایت تاریخی ملی سن خوان تحت معیار فرهنگی (vi) به خاطر اهمیت تاریخی و معماری‌اش به ثبت رسیده است.
قبل از تبدیل شدن به یک میراث جهانی، لا فورتالزا در سال ۱۹۶۰ عنوان نشان تاریخی ملی را از سوی دولت فدرال دریافت کرده بود. سایت‌های تاریخی در ایالات متحده که بخشی از سرویس پارک‌های ملی (NPS) نیستند و به آن تعلق ندارند، اغلب باید این عنوان ویژه را از دولت فدرال دریافت کنند قبل از اینکه بتوانند رسماً به فهرست اولیه میراث جهانی یونسکو معرفی شوند.